# Distretto di Namangan
Il distretto di Namangan è uno degli 11 distretti della Regione di Namangan, in Uzbekistan. Il capoluogo è Tashbulak.